# Выборы в Сенат США в Арканзасе (2022)
Выборы в Сенат США в Арканзасе состоялись 8 ноября 2022 года. Победитель представит штат в верхней палате Конгресса США. Действующий сенатор-республиканец Джон Бузмен заявил о намерении баллотироваться на переизбрание. Внутрипартийные выборы в Арканзасе состоялись 24 мая. По результатам всеобщих выборов Бузмен был переизбран на третий срок.

## Праймериз Республиканской партии
Действующий сенатор Джон Бузмен баллотируется на очередной срок, заручившись поддержкой 45-го президента США Дональда Трампа. Несмотря на это, оппоненты обвиняют его в нелояльности Трампу, обусловливая это тем, что сенатор отказался ставить под сомнение исход президентских выборов 2020 года. Бывший футболист НФЛ Джейк Бекетт собрал на предвыборную кампанию более 2,6 миллиона долларов. В то же время владелица полигона Джен Морган заручилась поддержкой бывшего советника по национальной безопасности Майкла Флинна и музыканта Теда Ньюджента.

### Кандидаты

#### Номинант
- Джон Бузмен — действующий сенатор США от штата Арканзас (с 2011 года)[2]

#### Участники праймериз
- Джейк Бекетт[англ.] — бывший игрок НФЛ, ветеран армии США[8]
- Хит Лофтис — пастор[9]
- Джен Морган — владелица полигона, кандидат на пост губернатора Арканзаса (2018)[10]

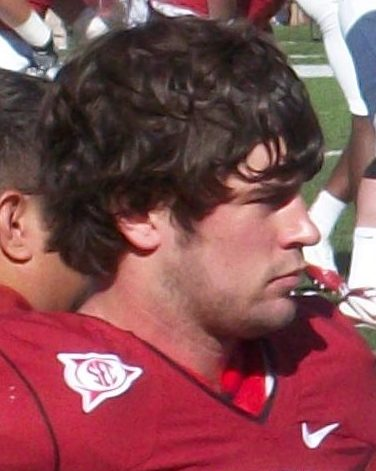
Джейк Бекетт[англ.]
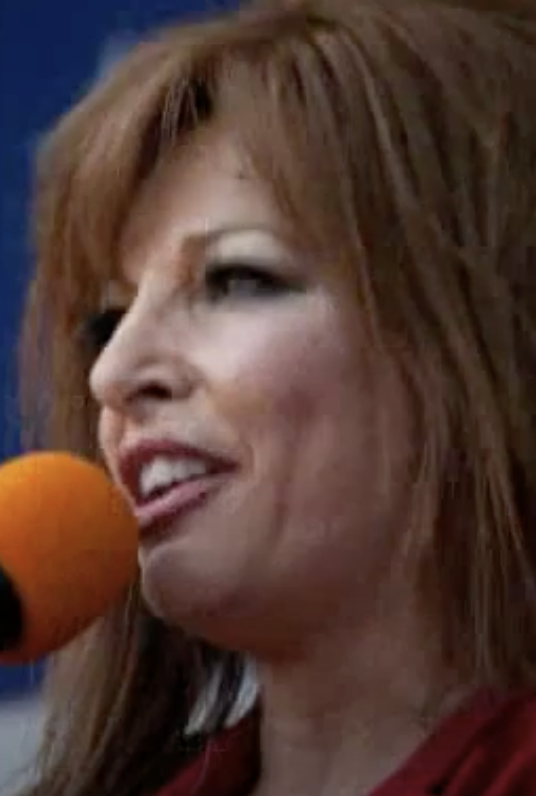
Джен Морган

#### Снявшиеся с выборов
- Майкл Делл — корпоративный аналитик[11]

### Опросы
| Источник опроса | Период проведения | Размер выборки | Уровень погрешности | Джейк Бекетт | Джон Бузмен | Хит Лофтис | Джен Морган | Другие/ Неопределившиеся |
| --------------- | ----------------- | -------------- | ------------------- | ------------ | ----------- | ---------- | ----------- | ------------------------ |
| Hendrix College | 2 мая 2022        | 802 (ПИ)       | ±4,3%               | 19%          | 45%         | 2%         | 17%         | 18%                      |

### Результаты

Результаты по округам:

Результаты по округам:

| Кандидат | Кандидат              | Партия          | Голосов | %    |
| -------- | --------------------- | --------------- | ------- | ---- |
|          | Джон Бузмен (действ.) | Республиканская | 201 677 | 58,0 |
|          | Джейк Бекетт          | Республиканская | 71 809  | 20,7 |
|          | Джен Морган           | Республиканская | 65 958  | 19,0 |
|          | Хит Лофтис            | Республиканская | 8112    | 2,3  |
| Всего    | Всего                 | Всего           | 347 556 | 100  |

## Праймериз Демократической партии

### Кандидаты

#### Номинант
- Натали Джеймс — владелица малого бизнеса, адвокат[13]

#### Участники праймериз
- Дэн Уитфилд — активист, кандидат в Сенат США (2020)[14][15]
- Джек Фостер — бывший член совета города Пайн-Блафф[16][17]

### Опросы
| Источник опроса | Период проведения | Размер выборки | Уровень погрешности | Джек Фостер | Натали Джеймс | Дэн Уитфилд | Другие/ Неопределившиеся |
| --------------- | ----------------- | -------------- | ------------------- | ----------- | ------------- | ----------- | ------------------------ |
| Hendrix College | 2 мая 2022        | 597 (ПИ)       | ±5,0%               | 5%          | 17%           | 15%         | 63%                      |

### Результаты
| Кандидат | Кандидат      | Партия          | Голосов | %    |
| -------- | ------------- | --------------- | ------- | ---- |
|          | Натали Джеймс | Демократическая | 49 722  | 54,1 |
|          | Дэн Уитфилд   | Демократическая | 28 319  | 30,8 |
|          | Джек Фостер   | Демократическая | 13 891  | 15,1 |
| Всего    | Всего         | Всего           | 91 932  | 100  |

## Праймериз Либертарианской партии

### Кандидаты

#### Номинант
- Кеннет Кейтс[19]

## Всеобщие выборы

### Предвыборная статистика
Обозначения:
- Р — равенство
- НП — небольшое преимущество
- ДП — достаточное преимущество
- СП — существенное, но преодолимое преимущество
- ОП — огромное преимущество

| Источник                  | Рейтинг | По состоянию на: |
| ------------------------- | ------- | ---------------- |
| The Cook Political Report | ОП (Р)  | 22 сентября 2022 |
| Inside Elections          | ОП (Р)  | 23 сентября 2022 |
| Sabato's Crystal Ball     | ОП (Р)  | 31 августа 2022  |
| Politico                  | ОП (Р)  | 5 сентября 2022  |
| RealClearPolitics         | ОП (Р)  | 20 сентября 2022 |
| Fox News                  | ОП (Р)  | 20 сентября 2022 |
| DDHQ                      | ОП (Р)  | 12 сентября 2022 |
| 538                       | ОП (Р)  | 22 сентября 2022 |
| The Economist             | ОП (Р)  | 15 сентября 2022 |

### Опросы
| Источник опроса  | Период проведения            | Размер выборки | Уровень погрешности | Джон Бузмен (Р) | Натали Джеймс (Д) | Другие/ Неопределившиеся |
| ---------------- | ---------------------------- | -------------- | ------------------- | --------------- | ----------------- | ------------------------ |
| Hendrix College  | 12 сентября 2022             | 835 (ПИ)       | ±3,8%               | 44%             | 31%               | 26%                      |
| Echelon Insights | 31 августа – 7 сентября 2022 | 382 (ЗИ)       | ±7,7%               | 56%             | 32%               | 12%                      |

### Результаты
| Кандидат | Кандидат              | Партия          | Голосов | %     |
| -------- | --------------------- | --------------- | ------- | ----- |
|          | Джон Бузмен (действ.) | Республиканская | 592 433 | 65,73 |
|          | Натали Джеймс         | Демократическая | 280 187 | 31,09 |
|          | Кеннет Кейтс          | Либертарианская | 28 682  | 3,18  |
| Всего    | Всего                 | Всего           | 901 302 | 100   |